# Noriaki Sanenobu
Noriaki Sanenobu (født 7. maj 1980) er en tidligere japansk fodboldspiller.
Han har spillet for flere forskellige klubber i sin karriere, herunder Gainare Tottori.